# 清水汪
清水 汪（しみず ひろし、1926年（大正15年）10月5日 - 2014年（平成26年）4月18日）は、日本の大蔵官僚。環境事務次官。

## 来歴
1944年（昭和19年）、静岡県立静岡中学校卒業。陸軍士官学校在学中に敗戦を迎え、戦後、旧制静岡高等学校を経て、東京大学法学部政治学科を卒業。大学在学中の1950年（昭和25年）10月、国家公務員6級職試験（行政職、法律職）に合格。
1951年（昭和26年）4月、大蔵省に入省。大臣官房文書課に配属。1953年（昭和28年）8月、日本橋税務署長。大蔵省大臣官房参事官、大蔵省銀行局銀行課長、大蔵省銀行局総務課長、内閣官房内閣審議室長兼内閣総理大臣官房審議室長等を経て、1980年（昭和55年）6月、 大蔵省関税局長。1981年（昭和56年）、環境庁企画調整局長。1982年（昭和57年）11月30日、環境事務次官。
退官後、農林中金総合研究所理事長、金融情報システムセンター理事長を歴任。1994年（平成6年）、日本セキュリティ・マネジメント学会会長。1995年（平成7年）、地球・人間環境フォーラム理事長。静岡精華学園理事長を務めた。1997年（平成9年）、勲二等旭日重光章を受章。2014年（平成26年）4月18日、肺炎のため死去、叙正四位。

## 書籍
- 清水汪、農林中金総合研究所 編著『水と緑を守る農林水産業 地球環境の再生をめざして』東洋経済新報社、1994年11月。ISBN 978-4492780213。